# Nary Ly
Nary Ly (6 juin 1972) est une athlète cambodgienne, première femme de son pays à participer à l'épreuve du marathon aux Jeux olympiques, lors de l'édition de 2016. Elle est la dernière participante à passer la ligne d'arrivée et finit 133e de l'épreuve (24 athlètes n'ayant pas fini la course).
Avant d'entreprendre une carrière d'athlète, Nary Ly avait étudié la biologie entre le Cambodge et la France. En 2006, elle soutient sa thèse consacrée aux effets des antirétroviraux sur le virus de l'immunodéficience humaine.

## Palmarès
| Date | Compétition     | Lieu           | Résultat | Épreuve  | Temps           |
| ---- | --------------- | -------------- | -------- | -------- | --------------- |
| 2016 | Jeux olympiques | Rio de Janeiro | 133e     | Marathon | 3 h 20 min 20 s |

## Records
| Épreuve  | Marque               | Lieu    | Date             |
| -------- | -------------------- | ------- | ---------------- |
| Marathon | 2 h 59 min 42 s (NR) | Valence | 15 novembre 2015 |